# Colecistochinina
La colecistochinina (CCK) o pancreozimina (PZ) è un ormone secreto dopo i pasti (soprattutto se ricchi in grassi) dalle cellule "I" del duodeno, e in minor quantità del digiuno, che causa il rilascio di bile dalla cistifellea e di enzimi digestivi pancreatici, stimola la secrezione di somatostatina a livello delle cellule delta delle isole di Langerhans del pancreas e tramite stimolazione vagale determina il senso di sazietà.

## Funzioni
La sua funzione è svolta grazie al legame con un recettore specifico (CCK1-receptor) presente sul complesso vagale dorsale. La colecistochinina è un ormone anoressizzante: riduce il senso di fame e l'assunzione di cibo, ed è per questo chiamato ormone della sazietà. Molecole antagoniste del recettore per la colecistochinina determinano un incremento dell'assunzione di cibo sia in animali da esperimento sia negli uomini; il topo transgenico privo del recettore CCK1 è iperfagico e obeso, suggerendo quindi che la colecistochinina svolge un ruolo cruciale nel modulare l'assunzione alimentare. In esperimenti d'infusione continua di colecistochinina, tuttavia, non si osserva una riduzione dell'assunzione di cibo, che si osserva invece praticando infusioni intermittenti, le quali però non determinano in ultima analisi una riduzione del peso corporeo a causa dell'incremento dell'assunzione di cibo tra una somministrazione e l'altra.

## Indicazioni mediche
I tentativi sperimentali di utilizzare la colecistochinina come farmaco anti-obesità non sono a oggi risolutivi; ulteriori studi su eventuali interazioni con altre molecole e sulle migliori modalità di somministrazione risultano necessari per lo sviluppo di una terapia basata su questo ormone.